# Bangladeschische Frauen-Cricket-Nationalmannschaft in Südafrika in der Saison 2023/24
Die Tour der bangladeschischen Frauen-Cricket-Nationalmannschaft nach Südafrika in der Saison 2023/24 fand vom 3. bis zum 23. Dezember 2023 statt. Die internationale Cricket-Tour war Bestandteil der Internationalen Cricket-Saison 2023/24 und umfasste drei WODIs und drei WTwenty20s. Die WODIs waren Teil der ICC Women’s Championship 2022–2025. Die WTwenty20-Serie endete unentschieden 1−1, während Südafrika die WDOI-Serie 2−1 gewann.

## Vorgeschichte
Südafrika spielte zuvor eine Tour gegen Neuseeland; für Bangladesch war es die erste Tour der Saison. Das letzte Aufeinandertreffen der beiden Mannschaften bei einer Tour fand in der Saison 2018 in Südafrika statt.

## Stadion
Die folgenden Stadien wurden für das Turnier ausgewählt.
| Stadion               | Stadt         | Kapazität | Spiele           |
| --------------------- | ------------- | --------- | ---------------- |
| Willowmoore Park      | Benoni        | 20.000    | 1. WT20; 3. WODI |
| Buffalo Park          | East London   | 15.000    | 1. WODI          |
| De Beers Diamond Oval | Kimberley     | 11.000    | 2. & 3. WT20     |
| Senwes Park           | Potchefstroom | 18.000    | 2. WODI          |

## Kaderlisten
Bangladesch benannte seine Kader am 14. November 2023.
Südafrika benannte seine Kader am 26. November 2023.
| WODI | WODI | WTwenty20 | WTwenty20 |
| Südafrika | Bangladesch | Südafrika | Bangladesch |
| --- | --- | --- | --- |
| - Laura Wolvaardt (K) - Anneke Bosch - Tazmin Brits - Nadine de Klerk - Mieke de Ridder (wk) - Lara Goodall - Sinalo Jafta (wk) - Marizanne Kapp - Ayabonga Khaka - Masabata Klaas - Suné Luus - Eliz-Mari Marx - Nonkululeko Mlaba - Tumi Sekhukhune - Delmi Tucker | - Nigar Sultana (K, wk) - Nahida Akter (VK) - Disha Biswas - Fahima Khatun - Fargana Hoque - Lata Mondal - Marufa Akter - Murshida Khatun - Rabeya Khan - Ritu Moni - Shamima Sultana (wk) - Shorifa Khatun - Shorna Akter - Sobhana Mostary - Sultana Khatun - Sumaiya Akter | - Laura Wolvaardt (K) - Anneke Bosch - Tazmin Brits - Annerie Dercksen - Mieke de Ridder (wk) - Lara Goodall - Ayanda Hlubi - Sinalo Jafta (wk) - Masabata Klaas - Suné Luus - Eliz-Mari Marx - Nonkululeko Mlaba - Tumi Sekhukhune - Nondumiso Shangase - Delmi Tucker | - Nigar Sultana (K, wk) - Nahida Akter (VK) - Disha Biswas - Fahima Khatun - Fargana Hoque - Lata Mondal - Marufa Akter - Murshida Khatun - Rabeya Khan - Ritu Moni - Shamima Sultana (wk) - Shorifa Khatun - Shorna Akter - Sobhana Mostary - Sultana Khatun - Sumaiya Akter |

## Tour Match
| 12. Dezember Scorecard | Bloemfontein | Bangladeshis 173 (44.3)         | – | South Africa Women XI 165 (45) |
|                        |              | Bangladeshis gewinnt mit 8 Runs |   |                                |

## Women’s Twenty20 Internationals

### Erstes WTwenty20 in Benoni
| 3. Dezember Scorecard | Benoni | Bangladesch 149-2 (20)          | – | Südafrika 136-8 (20) |
|                       |        | Bangladesch gewinnt mit 13 Runs |   |                      |

Bangladesch gewann den Münzwurf und entschied sich als Schlagmannschaft zu beginnen. Als Spielerin des Spiels wurde Shorna Akter ausgezeichnet.

### Zweites WTwenty20 in Kimberley
| 6. Dezember Scorecard | Kimberley | Bangladesch 7-1 (1.2) | – | Südafrika |
|                       |           | No Result             |   |           |

Südafrika gewann den Münzwurf und entschied sich als Feldmannschaft zu beginnen. Spiel wurde auf Grund von Regenfällen abgebrochen.

### Drittes WTwenty20 in Kimberley
| 8. Dezember Scorecard | Kimberley | Bangladesch 94-6 (20)           | – | Südafrika 95-2 (15.2) |
|                       |           | Südafrika gewinnt mit 8 Wickets |   |                       |

Südafrika gewann den Münzwurf und entschied sich als Feldmannschaft zu beginnen. Als Spielerin des Spiels wurde Ayanda Hlubi ausgezeichnet.

## Women’s One-Day Internationals

### Erstes WODI in East London
| 16. Dezember Scorecard | East London | Bangladesch 250-3 (50)           | – | Südafrika 131 (36.3) |
|                        |             | Bangladesch gewinnt mit 119 Runs |   |                      |

Südafrika gewann den Münzwurf und entschied sich als Feldmannschaft zu beginnen. Als Spielerin des Spiels wurde Murshida Khatun ausgezeichnet.

### Zweites WODI in Potchefstroom
| 20. Dezember Scorecard | Potchefstroom | Bangladesch 222-4 (50)         | – | Südafrika 223-2 (45.1) |
|                        |               | Südafrika gewinnt mt 8 Wickets |   |                        |

Südafrika gewann den Münzwurf und entschied sich als Feldmannschaft zu beginnen. Als Spielerin des Spiels wurde Anneke Bosch ausgezeichnet.

### Drittes WODI in Benoni
| 23. Dezember Scorecard | Benoni | Südafrika 316-4 (50)           | – | Bangladesch 100 (31.1) |
|                        |        | Südafrika gewinnt mit 216 Runs |   |                        |

Südafrika gewann den Münzwurf und entschied sich als Schlagmannschaft zu beginnen. Als Spielerin des Spiels wurde Tazmin Brits ausgezeichnet.

## Auszeichnungen

### Player of the Series
Als Player of the Series wurden der folgende Spieler ausgezeichnet.
| Serie | Player of the Series |
| ----- | -------------------- |
| WODI  | Laura Wolvaardt      |
| WT20  | Shorna Akter         |

### Player of the Match
Als Player of the Match wurden die folgenden Spielerinnen ausgezeichnet.
| Spiel   | Player of the Match |
| ------- | ------------------- |
| 1. WODI | Murshida Khatun     |
| 2. WODI | Anneke Bosch        |
| 3. WODI | Tazmin Brits        |
| 1. WT20 | Shorna Akter        |
| 2. WT20 | –                   |
| 3. WT20 | Ayanda Hlubi        |